# Чемпионат Европы по плаванию в ластах 1995
16-й чемпионат Европы по плаванию в ластах прошёл в финском городе Тампере с 1 по 5 августа 1995 года.

## Медалисты

### Мужчины
| Дисциплина         | Золото                                                                            | Золото   | Серебро                                                          | Серебро  | Бронза                                                                  | Бронза   |
| ------------------ | --------------------------------------------------------------------------------- | -------- | ---------------------------------------------------------------- | -------- | ----------------------------------------------------------------------- | -------- |
| 50 м, ныряние      | Евгений Воропай · Россия                                                          | 15.98    | Максим Максимов · Россия                                         | 16.01    | А. Пальве · Финляндия                                                   | 16.35    |
| 100 м, в акваланге | Максим Максимов · Россия                                                          | 35.50    | Давид Ланди · Россия                                             | 36.20    | О. Иваницкий · Украина                                                  | 36.91    |
| 400 м, в акваланге | Бо Якобсен · Дания                                                                | 3:00.42  | Сергей Докучаев · Россия                                         | 3:00.99  | Сирил Шатле · Франция                                                   | 3:02.03  |
| 800 м, в акваланге | Бо Якобсен · Дания                                                                | 6:20.38  | Сирил Шатле · Франция                                            | 6:22.36  | Сергей Докучаев · Россия                                                | 6:24.91  |
| 50 м, в ластах     | Давид Ланди · Россия                                                              | 16.86    | Евгений Воропай · Россия                                         | 17.58    | С. Сорри · Финляндия                                                    | 17.73    |
| 100 м, в ластах    | Сергей Ахапов · Россия                                                            | 38.19    | Давид Ланди · Италия                                             | 38.27    | Лука Тонелли · Италия                                                   | 38.45    |
| 200 м, в ластах    | Сергей Ахапов · Россия                                                            | 1:27.44  | Александр Нечитайло · Россия                                     | 1:28.24  | С. Сорри · Финляндия                                                    | 1:30.49  |
| 400 м, в ластах    | Алексей Смирнов · Украина                                                         | 3:10.66  | Норберт Саванья · Венгрия                                        | 3:12.73  | Александр Нечитайло · Россия                                            | 3:13.13  |
| 800 м, в ластах    | Норберт Саванья · Венгрия                                                         | 6:36.42  | Алексей Смирнов · Украина                                        | 6:41.02  | Михаил Чернов · Россия                                                  | 6:42.49  |
| 1500 м, в ластах   | Алексей Смирнов · Украина                                                         | 12:45.62 | Норберт Саванья · Венгрия                                        | 12:47.91 | Михаил Чернов · Россия                                                  | 12:52.19 |
| эстафета 4×100 м   | Александр Нечитайло · Евгений Воропай · Максим Максимов · Сергей Ахапов · Россия  | 2:33.40  | Давид Ланди · С. Перес · Давид Бригетти · Лука Тонелли · Италия  | 2:37.03  | Е. Каневец · О. Иваницкий · Евгений Яковлев · Алексей Смирнов · Украина | 2:43.34  |
| эстафета 4×200 м   | Владислав Петров · Евгений Воропай · Александр Нечитайло · Сергей Ахапов · Россия | 5:58.71  | П. Борек · Мартин Трнка · Алес Церовски · Камил Марсалек · Чехия | 6:08.04  | Лука Тонелли · С. Перес · Фабио Пикки · Роберто Фиоруччи · Италия       | 6:08.52  |

### Женщины
| Дисциплина          | Золото                                                                      | Золото   | Серебро                                                         | Серебро  | Бронза                                                                    | Бронза   |
| ------------------- | --------------------------------------------------------------------------- | -------- | --------------------------------------------------------------- | -------- | ------------------------------------------------------------------------- | -------- |
| 50 м, ныряние       | К. Смолина · Россия                                                         | 18.87    | Лариса Бутенко · Россия                                         | 19.29    | З. Мандикова · Чехия                                                      | 19.48    |
| 50 м, в ластах      | Светлана Ганжа · Россия                                                     | 20.26    | Мириам Вилетт · Франция                                         | 20.48    | Дениса Мразкова · Чехия                                                   | 21.15    |
| 100 м, в ластах     | Светлана Ганжа · Россия                                                     | 44.74    | Лариса Бутенко · Россия                                         | 45.56    | Б. Бомиш · Венгрия                                                        | 46.13    |
| 200 м, в ластах     | Ирина Егорушкина · Россия                                                   | 1:39.06  | А. Кроплевска · Польша                                          | 1:39.13  | К. Смолина · Россия                                                       | 1:39.74  |
| 400 м, в ластах     | Ирина Егорушкина · Россия                                                   | 3:33.63  | Ирэна Патрушева · Россия                                        | 3:33.70  | Оксана Бойко · Украина                                                    | 3:34.72  |
| 800 м, в ластах     | Мария Купрессова · Россия                                                   | 7:18.22  | Ирэна Патрушева · Россия                                        | 7:23.92  | А. Кроплевска · Польша                                                    | 7:31.39  |
| 1500 м, в ластах    | Мария Купрессова · Россия                                                   | 14:02.06 | Ирэна Патрушева · Россия                                        | 14:03.91 | А. Кроплевска · Польша                                                    | 14:29.00 |
| 100 м, с аквалангом | Елена Фалеева · Россия                                                      | 41.49    | К. Смолина · Россия                                             | 42.13    | Мириам Вилетт · Франция                                                   | 43.33    |
| 400 м, с аквалангом | Юлия Соболева · Россия                                                      | 3:24.10  | Оксана Бойко · Украина                                          | 3:29.05  | М. Евтифиева · Россия                                                     | 3:29.63  |
| 800 м, с аквалангом | Юлия Соболева · Россия                                                      | 7:06.64  | Ирина Патрушева · Украина                                       | 7:07.30  | К. Хонсу · Чехия                                                          | 7:26.20  |
| эстафета 4×100 м    | Ирина Егорушкина · К. Смолина · Светлана Ганжа · Лариса Бутенко · Россия    | 2:58.97  | Селин Карел · Б. Монтеро · Е. Шайгено · Мириам Вилетт · Франция | 3:07.77  | Беата Бомиш · Жужа Чик · Беата Боско · Юди Ревес · Венгрия                | 3:09.32  |
| эстафета 4×200 м    | Светлана Ганжа · Наталья Музыченко · Ирина Егорушкина · К. Смолина · Россия | 6:43.56  | Д. Везье · Е. Шайгено · Селин Карел · Мириам Вилетт · Франция   | 6:55.81  | М. Нодзинска · А. Бродзинска · Дорота Дорожинска · А. Кроплевска · Польша | 6:55.81  |